# Elmar Budde
Elmar Budde (* 13. Juni 1935 in Bochum) ist ein deutscher Musikwissenschaftler. Er lehrte an der Universität der Künste Berlin.

## Ausbildung und Karriere
Budde studierte das Hauptfach Klavier und Schulmusik an der Staatlichen Hochschule für Musik in Freiburg im Breisgau, wo er 1961 sein Staatsexamen absolvierte. Nach dem anschließenden Studium der Musikwissenschaft und Germanistik an der Albert-Ludwigs-Universität Freiburg promovierte er 1967 mit einer Arbeit über den frühen Anton Webern. Danach war er als wissenschaftlicher Assistent an der Universität Freiburg tätig.
1972 wurde er auf die Professur für Musikwissenschaft an der Staatlichen Hochschule für Musik und darstellende Kunst in Berlin (heute: Universität der Künste Berlin) berufen. Von 1992 bis 1996 war er zudem Erster Vizepräsident der Hochschule. 2001 wurde er emeritiert. Seitdem lebt er in Kandern-Riedlingen.
Zu seinen Forschungsgebieten zählen die Geschichte der Komposition vom Mittelalter bis zur Gegenwart; die Musik des 19. und 20. Jahrhunderts, die Geschichte der Aufführungspraxis und der Interpretation und Fragen und Probleme des Interdisziplinären (Musik – Malerei – Architektur) sowie schließlich die Musik von Franz Schubert.